# Diadasia baraderensis
Diadasia baraderensis är en biart som först beskrevs av Holmberg 1903.  Diadasia baraderensis ingår i släktet Diadasia och familjen långtungebin. Inga underarter finns listade i Catalogue of Life.